# 藤堂高通
藤堂 高通（とうどう たかみち）は、江戸時代前期から中期の大名。伊勢久居藩の初代藩主。久居藩藤堂家初代。

## 生涯
寛永21年（1644年）11月7日、伊勢津藩主・藤堂高次の次男として津城で生まれる。藤堂高虎の孫にあたる。
万治2年（1659年）12月に従五位下、佐渡守に叙任する。寛文3年（1663年）、父から1万石500人扶持を与えられた。寛文9年（1669年）9月29日、兄の高久から伊勢11郡5万石を分与されて、津藩の支藩である久居藩を立藩し、その初代藩主・城主格となった。後に久居陣屋を築塁している。
藩政においての治績はあまり見られないが、歌道に優れていたため、北村季吟・北村湖春親子や西山宗因らを招聘し、藩の文治発展に尽くした。著書に『久居八百五十韻』がある。

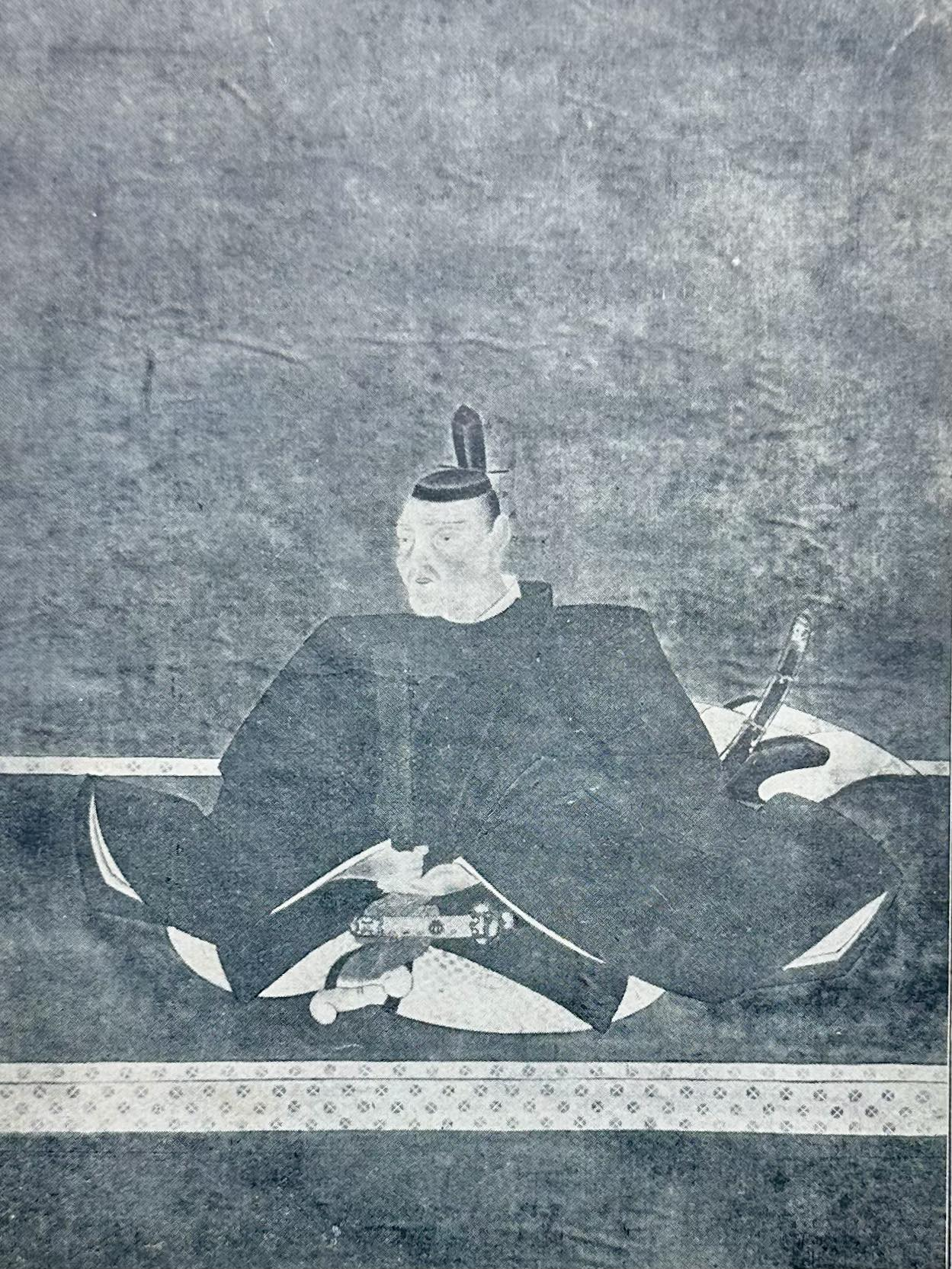
久居藩祖 藤堂高通

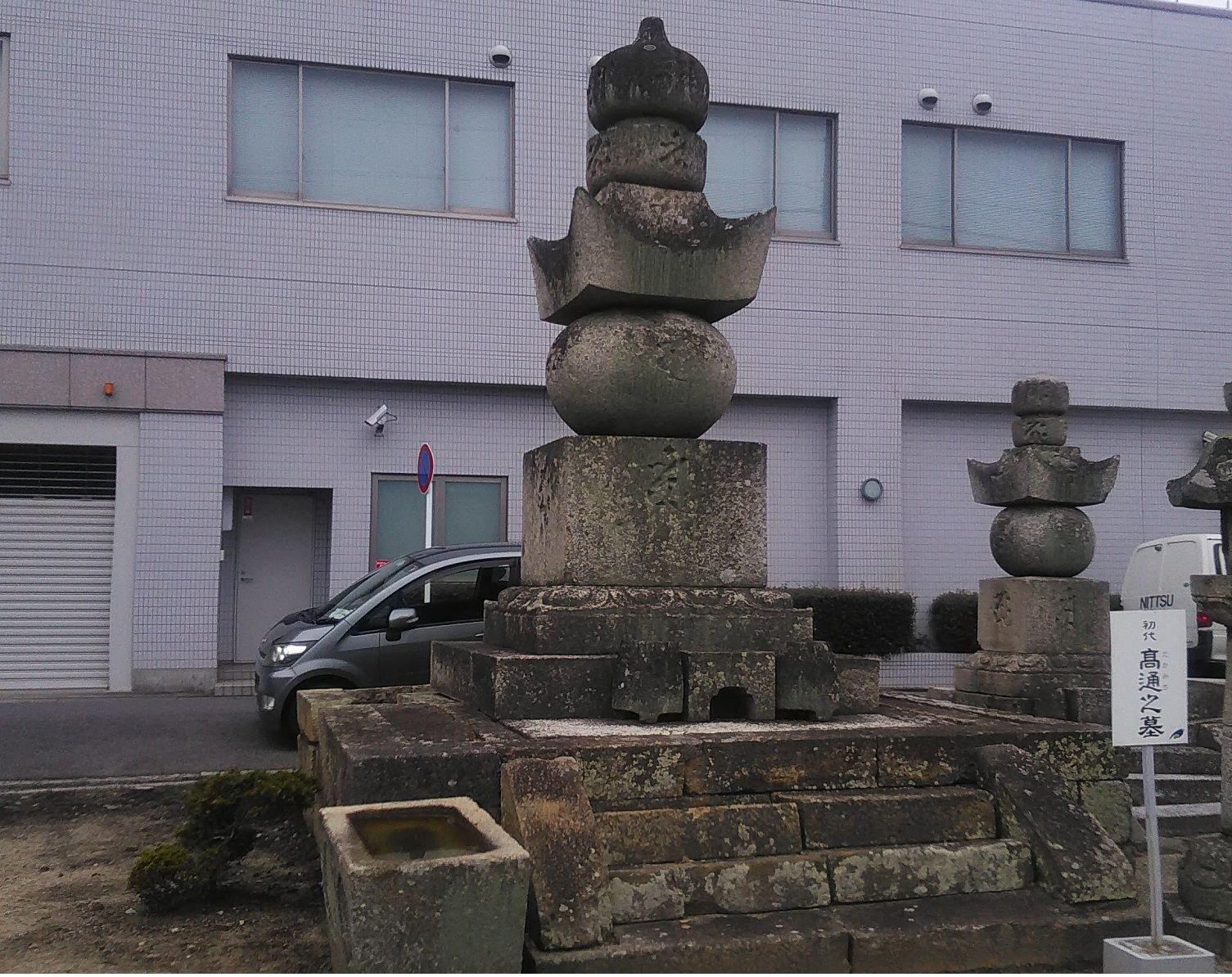
藤堂高通の墓(津市・寒松院)

元禄10年（1697年）8月9日に死去。享年54。
明治12年（1879年）に御殿跡で建立された久居神社で祀られ、現在は久居八幡宮の相殿神として祀られている。

## 系譜
父母
- 藤堂高次（父）
- 多羅尾光誠の娘（母）

正室
- 黒田彦子（清光院） − 黒田長興の娘

側室
- 橋本氏（智鏡院）

子女
- 藤堂岩之助
- 藤堂学助
- 藤堂高敏（三男）生母は橋本氏（側室）
- 藤堂万助
- 清
- 栗

子女
- 藤堂高堅 − 実弟